# أندرياس فالك
أندرياس فالك (بالسويدية: Andreas Falk)‏ هو لاعب هوكي الجليد سويدي، ولد في 27 فبراير 1983 في Huddinge Municipality ‏ في السويد.

## وصلات خارجية
- أندرياس فالك على موقع EliteProspects.com (الإنجليزية)
- أندرياس فالك على موقع Eurohockey.com (الإنجليزية)
- أندرياس فالك على موقع HockeyDB.com (الإنجليزية)